# Императорский технический колледж
Императорский технический колледж (яп. 工部大学校, Кōбудайгаккō, англ. Imperial College of Engineering) — бывшее высшее техническое учебное заведение в Японии. Располагалось в Токио. Колледж был открыт в 1873 году, его целью было обучение японских студентов «западным» техническим и естественным наукам. Первым главой колледжа стал шотландский инженер Хенри Дайер (англ. Henry Dyer).
Среди преподавателей колледжа были Джосайя Кондер (архитектор), Эдвард Дайверс (химик) и Уильям Эдвард Айртон (физик, электротехник).
В 1886 году колледж вошел в состав Токийского университета.

## Учебная программа
Дайер составил первый учебный план колледжа. В соответствии с ним, программа обучения делилась на три курса, каждый из которых длился два года. Первый курс назывался «общим» (General), второй — техническим (Technical), третий — практическим (Practice).
В колледже было семь департаментов: горное дело, металлургия, телеграфия, механика, химия, гражданское строительство, архитектура. Позднее программа претерпела некоторые изменения.
Преподавание велось на английском. Студенты также были обязаны писать на английском конспекты и дипломные работы. Некоторые из них можно увидеть в Национальном музее природы и науки (новое здание 2F, второй этаж).

## Выдающиеся выпускники
- Токума Катаяма — архитектор